# Hjalti
Hjalti, Hjalte o Hilt (nórdico antiguo: Hjalti inn hugprúði o «guardián de la espada»), fue uno de los doce berserkers reclutados por el legendario Hrólfr Kraki, y afamado guerrero vikingo durante la Era de Vendel a principios del siglo VI. La fecha nunca ha sido cuestionada o ha sido motivo de controversia y que se deduce de las propias fuentes primarias y la fecha de la incursión del caudillo vikingo de los gautas, Hygelac en Frisia (alrededor de 516). También se sustenta en las excavaciones arqueológicas de los montículos de Eadgils y Ohthere en Suecia. Hjalti aparece como personaje en la tradición literaria anglosajona y la literatura medieval escandinava.
Según Hrólfs saga kraka, el berserker Bödvar Bjarki luchaba contra Hjartvar y sus suiones y gautas, al lado de sus doce compañeros, tomando la forma de un oso mientras dormía un profundo sueño. Hjalti fue el camarada de armas responsable de su despertar, lo que provocó la derrota y muerte de Hrólfr Kraki y sus berserkers.
El poema Bjarkamál (del que solo se conservan algunas estrofas pero que Saxo Grammaticus presenta en una floreada paráfrasis) se entendió como un diálogo entre Bödvar Bjarki y su joven compañero Hjalti, quien una y otra vez urge a Bödvar despertar de su sueño para luchar por el rey Hrólf en su última batalla en la que están condenados a ser derrotados. Como se explica en la prosa, el despertar fue un error, ya que Bjarki estaba en trance y su espíritu en forma de un oso monstruoso ayudaba a Hrólf mucho más que Bjarki podía hacer con solo su fuerza humana.